# HD 209458
HD 209458 è una stella situata nella costellazione di Pegaso. Si tratta di un astro molto simile al Sole, lievemente più massiccio, che dista circa 150 anni luce dal sistema solare. Data la distanza, la stella appare di ottava magnitudine e pertanto risulta invisibile ad occhio nudo, anche se può essere individuata con l'ausilio di un buon binocolo od anche con un piccolo telescopio.
Attorno alla stella orbita un pianeta extrasolare, HD 209458 b, che fa parte della categoria dei gioviani caldi.

## La stella

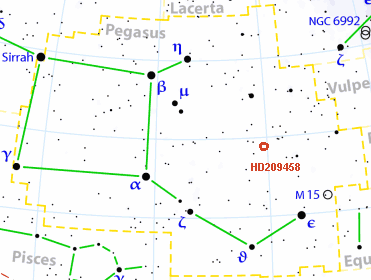
La posizione della stella nella costellazione di Pegaso.

HD 209458 è una nana gialla di classe spettrale G0 V, con una massa di 1,13 ± 0,025 masse solari, un raggio 1,15 volte quello solare ed una luminosità 1,77 volte la luminosità solare. Si tratta di una stella relativamente ricca in metalli: infatti, il valore della sua metallicità, basata sull'abbondanza di ferro ed altri elementi pesanti, è quasi identico a quello del Sole.
A breve distanza dalla stella orbita un pianeta extrasolare, HD 209458 b, che periodicamente (ogni 3,5 giorni) transita davanti ad essa oscurandone parzialmente la luminosità (circa del 2%); questo rende la stella variabile estrinseca. Per questo motivo una nomenclatura alternativa della stella è V376 Pegasi (V sta per variabile). HD 209458 è il prototipo delle variabili V376 Pegasi, caratterizzate dal fatto di avere pianeti transitanti; in particolare, la stella è classificata come EP, che sta per eclipsing planet, pianeta transitante.

## Il sistema planetario

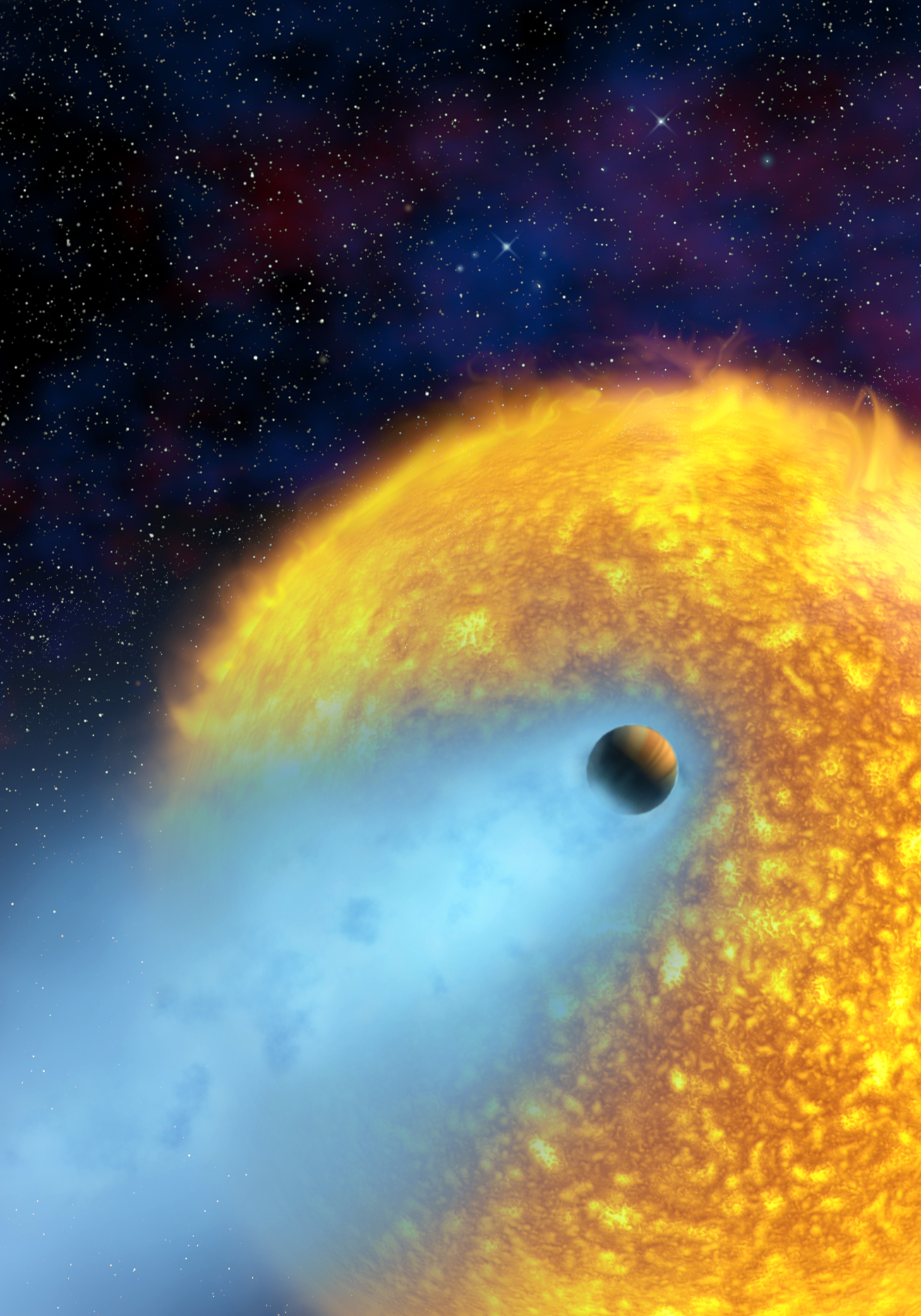
Rappresentazione artistica della stella col suo pianeta.

Il 5 novembre 1999 2 squadre di astronomi, che lavoravano indipendentemente (il primo presso l'osservatorio di Ginevra, all'Harvard-Smithsonian Center for Astrophysics ed al Wise Observatory, il secondo al California and Carnegie Planet Search team), scoprirono, tramite analisi spettroscopiche, la presenza di un pianeta extrasolare in orbita attorno alla stella col metodo della misura della velocità radiale del pianeta. Poco dopo la scoperta, 2 diversi gruppi di ricercatori capitanati da David Charbonneau e Gregory W. Henry furono in grado di individuare un transito del pianeta sulla superficie della stella; questo fu il primo transito di un pianeta extrasolare intorno ad una stella mai osservato dalla Terra. Il pianeta scoperto fu denominato HD 209458 b.
Si tratta di un pianeta gigante gassoso, con una massa pari al 70% di quella di Giove. Data la sua grande vicinanza alla stella, è classificato come pianeta gioviano caldo; inoltre, gli studi e le osservazioni hanno mostrato che il pianeta sta perdendo gran parte della sua atmosfera a causa del vento della stella madre.
Travis Barman del Lowell Observatory ha analizzato le emissioni spettrali dell'atmosfera del pianeta, rintracciandovi delle modeste quantità di vapore acqueo; l'atmosfera del pianeta è comunque composta in prevalenza, stando alle precedenti ricerche, da silicati.
Analisi spettroscopiche del 2020 indicavano la presenza di ossido di sodio o di vanadio, ma non di acqua. Uno studio successivo del 2021 invece non ha trovato alcuna atmosfera planetaria.

### Prospetto
Segue un prospetto coi principali dati del pianeta orbitante.
| Pianeta | Massa          | Raggio         | Densità    | Periodo orb. | Sem. maggiore | Eccentricità | Incl. orbita | Scoperta |
| ------- | -------------- | -------------- | ---------- | ------------ | ------------- | ------------ | ------------ | -------- |
| b       | 0,69 ± 0,05 MJ | 1,35 ± 0,05 RJ | 370 kg m−3 | 3,52 giorni  | 0,045 UA      | 0,014        | 86,1 ± 0,1°  | 1999     |